# لورينو رويز
لورينو رويز لاعب كرة قدم ومدرب إسباني ولد عام 1937 , لعب مع اندية خمناستيك ورسينغ سانتاندر في إسبانيا، ودرب عدة أندية إسبانية أهمها نادي برشلونة خلال عام 1976 لم يحقق خلال فترة تدريبة أي نجاح يذكر.
1. ↑  المدرب لورينو رويز درب نادي برشلونة خلال عام 1976 نسخة محفوظة 16 أكتوبر 2012 على موقع واي باك مشين.